# آرس (کمون)
آرس (به فرانسوی: Arces) یک کمون در فرانسه است که در canton of Cozes واقع شده‌است. آرس ۲۱٫۷۴ کیلومتر مربع مساحت دارد.